# ヘスス・ガライ
ヘスス・ガライ・ベシーノ（Jesús Garay Vecino、1930年9月10日 - 1995年2月10日）は、スペイン・バスク州ビルバオ出身の元スペイン代表サッカー選手。ポジションはDF。

## クラブ経歴
バスク州のビルバオに生まれ、1950年にSDエランディオ・クルブからアスレティック・ビルバオに加入した。1950年10月8日、セルタ・デ・ビーゴとの試合でラ・リーガデビューを果たした。リーガ初ゴールは同年12月17日のFCバルセロナ戦であり、試合は4-3で勝利した。
アスレティック・ビルバオでは、公式戦292試合に出場し、1960年の夏にFCバルセロナへと移籍した。現役引退は、CDマラガに1シーズン在籍した後であり、この時35歳だった。
1995年2月10日、故郷ビルバオにて64歳で死去した。

## 代表経歴
1953年5月19日、ベルギー代表との親善試合でスペイン代表デビューを果たした。1957年1月30日のオランダ代表戦では代表初ゴールを挙げた。1962 FIFAワールドカップにもスペイン代表として参加したが、グループステージ初戦のチェコスロバキア代表戦のみ出場した。

## タイトル
アスレティック・ビルバオ
- ラ・リーガ : 1回 (1955-56)
- コパ・デル・レイ : 3回 (1954-55, 1955-56, 1957-58)
- コパ・エバ・ドゥアルテ : 1回 (1949-50)

FCバルセロナ
- コパ・デル・レイ : 1回 (1962-63)